# Лі (ураган, 2023)
Ураган «Лі» (англ. Hurricane Lee) — довготривалий і надзвичайно потужний ураган Кабо-Верде, який пізніше вплинув на Бермудські острови, північний схід Сполучених Штатів і Атлантичну Канаду. Лі тринадцятий названий шторм, четвертий ураган і третій великий ураган сезону атлантичних ураганів 2023 року.
Ураган Лі, спричинив небезпечний прибій і розривні течії вздовж усього атлантичного узбережжя Сполучених Штатів. Сильний вітер з ураганними поривами спричинив масштабні відключення електроенергії в американському штаті Мен, а також у канадських провінціях Нью-Брансвік і Нова Шотландія. Підтверджено два летальних випадки, пов’язані зі штормом: 15-річний хлопчик потонув у Фернандіна-Біч, штат Флорида; і 51-річний чоловік загинув у Сірспорті, штат Мен, коли дерево впало на автомобіль, у якому він був. Крім того, 21-річний чоловік залишається зниклим безвісти після того, як човен, у якому він був, перекинувся через високі хвилі в затоці Манаскван, Нью-Джерсі.